# Atama yama
Atama yama (頭山, đầu sơn), tạm dịch là "núi đầu", là một vở diễn kịch Rakugo. Tại vùng Edo, vở diễn này có tên là "Atama yama" nhưng tại các xứ miền Tây Nhật Bản như Kyōto hay Ōsaka thì nó còn có tên là "Sakurambo" (quả Anh đào). Đây là một trong những vở diễn nổi tiếng của soạn giả Rakugo miền Tây là Katsura Jakujaku. Với đề tài về một người đàn ông keo kiệt, Atama yama là một kiệt tác có nội dung phi hiện thực nhất trong số các tác phẩm Rakugu nhưng lại khiến người nghe có cảm giác hiện thực nhất.
Năm 2002, Atama yama đã được đạo diễn Anime là Yamamura Kōji dựng thành Anime đoản biên và tác phẩm này đã nhận được giải thưởng trong liên hoan phim Nhật Bản lần thứ 23. Tác phẩm Anime này được dàn dựng theo phong cách Rakugo với tài dẫn dắt của Kunimoto Takeharu, một nghệ nhân hát với đàn Shamisen. Trước mỗi câu dẫn truyện của Kunimoto đều có tiếng đàn Shamisen.
Có thuyết cho rằng nội dung của Atama yama dựa trên chương "tăng chính đào ao" (Horiike Sōjō) trong tập sách Tsurezuregusa của nhà sư Yoshida Kenkō.

## Nội dung
Có một gã đàn ông keo kiệt nuốt luôn cả hạt Anh đào sau khi ăn. Sau đó trên đầu gã mọc ra một cây Anh đào. Theo năm tháng, cây Anh đào nở hoa lộng lẫy khiến những người trong vùng vui mừng, lũ lượt kéo đến ngắm hoa. Khách ngắm hoa ăn uống nhộn nhạo trên đầu khiến gã đàn ông tức giận, với tay nhổ luôn gốc cây trên đầu.
Nhưng rồi nước mưa đọng vào trong cái lỗ sau khi nhổ cây Anh đào ra khỏi đầu, biến nó thành cái ao câu cá của những người chung quanh. Lần này gã đàn ông tức giận, gieo mình xuống cái ao trên đầu mình rồi chết.

## Truyện tương tự
Trong tiểu thuyết "Cuộc mạo hiểm của Nam tước thổi tù và" của Gottfried August Brger cũng có đoạn tương tự. Nhân vật chính là Nam tước Münchhause trong lần đi săn, đuổi theo con nai nhưng súng đã hết đạn đành lấy hạt Anh đào thay đạn. Hạt Anh đào bắn vào giữa trán con nai khiến nó hoảng sợ bỏ chạy. Mấy năm sau, khi trở lại săn cùng địa điểm cũ thì Nam tước phát hiện ra một con nai, giữa trán có cây Anh đào 10 foot. Nam tước giết chết con nai và có được món thịt nai ngon tuyệt cùng nước sốt Anh đào.